# 옹진군 (인천광역시)
옹진군(甕津郡)은 대한민국 인천광역시에 속한 군이다. 백령도·연평도·대청도·소청도 등 서해 5도와 덕적도·자월도·영흥도 등 경기만 일대의 섬 일부를 관할 구역으로 한다.
본래 옹진군은 황해도의 옹진반도와 그 인근의 섬을 관할하였고, 강화군과 서해 5도를 제외한 경기만 일대의 섬들은 1914년부터 거의 대부분 경기도 부천군에 속했다. 현재의 인천광역시 옹진군은 1945년에 38선 이남의 황해도 옹진군과 장연군 백령면, 벽성군 송림면 등이 경기도로 편입된 것을 그 기원으로 하고 있다. 한국 전쟁 후에 육지인 옹진반도가 군사분계선 이북 지역이 되어 백령면(백령도·대청도·소청도)과 송림면 연평리(연평도)만이 남았다. 1973년에 부천군이 폐지되어 부천군에 속하던 경기만 일대의 섬들이 옹진군에 편입되었고, 1995년에 옹진군이 인천광역시로 편입되어 현재에 이르고 있다.
군 청사는 옹진군 관내가 아닌, 인천항에 가까운 미추홀구 용현동에 위치하고 있다. 옹진군은 현재 대한민국에서 읍이 없는 유일한 군이다. 교통상에서는 영흥면이 유일하게 경기도 안산시 대부도를 통해서 육로로 갈 수 있는 점을 제외하면 나머지 지역은 모두 선박을 타고 가야한다.
섬 지역으로 어업 활동이 주요한 경제 산업이다. 특히 백령도, 연평도 부근의 북방한계선 해역은 난류와 한류가 교차하는 풍부한 어장 중의 하나이다. 1960년대까지만 해도 이 지역은 최고의 조기 어장으로 알려져 조기파시가 있었으나, 1970년대 이후 조기의 이동에 따라 이 지역에 찾기 힘든 어종이 되었다. 현재는 백령도, 연평도 해역에서 꽃게가 많이 잡혀 대한민국 내 생산량의 절반 정도를 차지한다.

## 역사
- 1018년: 고려 현종 때에 옹진현이 설치되었다.
- 1895년: 해주부 옹진군
- 1896년: 황해도 옹진군 (1읍 10면 - 옹진읍·부민면·용연면·봉구면·흥미면·동남면·북면·서면·용천면·교정면·가천면)
- 1945년 9월 2일: 미국과 소련이 38선을 경계로 한반도를 분할 점령함으로써 군역(郡域)의 대부분이 미군정 관할이 되었고, 38선 이북인 교정면·가천면은 소련군정 관할 아래 들어갔다.[1][2]
- 1945년 11월 4일: 황해도의 38선 이남 지역이 경기도에 편입되었다. 이에 따라 황해도 옹진군은 경기도 옹진군이 되었고, 벽성군 해남면·동강면·송림면과 장연군 백령면 등 38선 이남의 인근 4개면이 옹진군에 편입되었다.[1][2][3] (1읍 12면)
- 1953년 7월 27일: 한국 전쟁의 결과, 본래 황해도 옹진군이었던 지역은 모두 군사분계선 이북 지역이 되었고, 경기도 옹진군에는 1945년 11월 4일에 편입되었던 백령면(백령도·대청도·소청도)과 송림면 연평리(연평도)만 남게 되었다. (2면 - 백령면·송림면)
- 1962년 6월: 백령면 대청도에 대청출장소가 설치되었다.(2면 1출장소)
- 1973년 7월 1일: 경기도 부천군이 폐지되면서 부천군의 섬 지역(영종면·북도면·용유면·덕적면·영흥면·대부면 등 6면 3출장소)이 모두 옹진군에 편입되었다. 이로써 옹진군은 경기만 일대의 섬 지역을 아우르는 현재와 같은 행정구역을 갖게 되었다.[4] (8면 4출장소)
- 1974년 7월, 1975년 5월: 대청출장소가 대청면으로 승격하고, 대청면 소청도에 소청출장소가 설치되었다. (9면 4출장소)
- 1983년 2월: 영흥면 자월리·이작리와 덕적면 승봉리를 관할로 하여 자월면이 신설되었다.[5] (10면 3출장소)
- 1989년 1월 1일: 영종면과 용유면이 인천직할시 중구에 편입되었다.[6] (8면 2출장소)
- 1994년 12월 26일: 대부면이 안산시에 편입되었다.[7] (7면 2출장소)
- 1995년 3월 1일: 경기도 옹진군이 인천광역시에 편입되어 인천광역시 옹진군이 되었다.[8]
- 1999년 7월 20일: 송림면을 연평면으로 개칭하였다.[9]
- 2019년 2월 8일: 자월면 이작리에 이작출장소를 설치하였다. (7면 3출장소)

## 지리
옹진군은 황해도 서남부인 황해에 산재한 섬과 인천항 전역에 산재한 유인도 25개와 무인도 75개 섬으로 형성되었으며, 농경지가 좁지만 토양은 비옥하여 많은 농산물이 생산된다. 사면이 바다로 수심이 얕고, 간만의 차가 심하여 수산업에 유리한 입지조건일 뿐만 아니라 계절적으로 황금어장이 형성된다. 덕적면 서포리 해변은 관광지로 유명하며, 또한 백령도의 용기포 해변은 천연비행장으로 이용되고 있을 뿐 아니라 관광지로도 개발이 기대되는 지리적 여건을 갖추고 있다.
지역 대부분이 섬으로 이뤄진 영향 때문에 영흥도를 제외한 나머지 지역은 선박을 통해서 갈 수 있다. 한때는 영흥도도 선박을 타고 갈 수 있었으나 대부도를 잇는 영흥대교와 선재대교 개통으로 옹진군에서 유일하게 육로로 갈 수 있는 지역이 되었다.

### 기후
최근 5년간 비온 날은 평균 102일이며, 평균강수량은 232.4mm이다. 연간 전체 기후 중 맑은 날은 27.6%이며, 비가 오거나 안개가 끼는 날이 많다. 최근 20년간 백령도의 연평균 강수량은 787.3mm이며, 평균 기온은 11.3도이다. 최고 기온은 내륙보다 2~3도 정도가 낮고, 최저 기온은 1~2도 정도 높게 나타나는 해양성 기후의 특성이 약하게 나타난다.
| 백령도 (백령도기상관측소, 옹진군 백령면 진촌리)의 기후  | 백령도 (백령도기상관측소, 옹진군 백령면 진촌리)의 기후 | 백령도 (백령도기상관측소, 옹진군 백령면 진촌리)의 기후 | 백령도 (백령도기상관측소, 옹진군 백령면 진촌리)의 기후 | 백령도 (백령도기상관측소, 옹진군 백령면 진촌리)의 기후 | 백령도 (백령도기상관측소, 옹진군 백령면 진촌리)의 기후 | 백령도 (백령도기상관측소, 옹진군 백령면 진촌리)의 기후 | 백령도 (백령도기상관측소, 옹진군 백령면 진촌리)의 기후 | 백령도 (백령도기상관측소, 옹진군 백령면 진촌리)의 기후 | 백령도 (백령도기상관측소, 옹진군 백령면 진촌리)의 기후 | 백령도 (백령도기상관측소, 옹진군 백령면 진촌리)의 기후 | 백령도 (백령도기상관측소, 옹진군 백령면 진촌리)의 기후 | 백령도 (백령도기상관측소, 옹진군 백령면 진촌리)의 기후 | 백령도 (백령도기상관측소, 옹진군 백령면 진촌리)의 기후 |
| 월                                                      | 1월                                                    | 2월                                                    | 3월                                                    | 4월                                                    | 5월                                                    | 6월                                                    | 7월                                                    | 8월                                                    | 9월                                                    | 10월                                                   | 11월                                                   | 12월                                                   | 연간                                                   |
| ------------------------------------------------------- | ------------------------------------------------------ | ------------------------------------------------------ | ------------------------------------------------------ | ------------------------------------------------------ | ------------------------------------------------------ | ------------------------------------------------------ | ------------------------------------------------------ | ------------------------------------------------------ | ------------------------------------------------------ | ------------------------------------------------------ | ------------------------------------------------------ | ------------------------------------------------------ | ------------------------------------------------------ |
| 역대 최고 기온 °C (°F)                                  | 9.4 (48.9)                                             | 15.5 (59.9)                                            | 17.3 (63.1)                                            | 23.7 (74.7)                                            | 28.1 (82.6)                                            | 30.0 (86.0)                                            | 33.5 (92.3)                                            | 33.2 (91.8)                                            | 29.9 (85.8)                                            | 25.6 (78.1)                                            | 20.3 (68.5)                                            | 13.8 (56.8)                                            | 33.5 (92.3)                                            |
| 일평균 최고 기온 °C (°F)                                | 1.2 (34.2)                                             | 2.8 (37.0)                                             | 7.1 (44.8)                                             | 13.0 (55.4)                                            | 18.7 (65.7)                                            | 22.9 (73.2)                                            | 25.4 (77.7)                                            | 26.9 (80.4)                                            | 23.5 (74.3)                                            | 17.7 (63.9)                                            | 10.6 (51.1)                                            | 3.8 (38.8)                                             | 14.5 (58.1)                                            |
| 일일 평균 기온 °C (°F)                                  | −1.3 (29.7)                                            | 0.0 (32.0)                                             | 3.8 (38.8)                                             | 9.1 (48.4)                                             | 14.5 (58.1)                                            | 19.0 (66.2)                                            | 22.3 (72.1)                                            | 23.8 (74.8)                                            | 20.1 (68.2)                                            | 14.7 (58.5)                                            | 7.9 (46.2)                                             | 1.2 (34.2)                                             | 11.3 (52.3)                                            |
| 일평균 최저 기온 °C (°F)                                | −3.4 (25.9)                                            | −2.2 (28.0)                                            | 1.3 (34.3)                                             | 6.0 (42.8)                                             | 11.1 (52.0)                                            | 16.1 (61.0)                                            | 19.9 (67.8)                                            | 21.5 (70.7)                                            | 17.8 (64.0)                                            | 12.3 (54.1)                                            | 5.5 (41.9)                                             | −1.1 (30.0)                                            | 8.7 (47.7)                                             |
| 역대 최저 기온 °C (°F)                                  | −17.4 (0.7)                                            | −15.3 (4.5)                                            | −7.7 (18.1)                                            | 0.5 (32.9)                                             | 5.0 (41.0)                                             | 7.3 (45.1)                                             | 13.0 (55.4)                                            | 14.1 (57.4)                                            | 10.7 (51.3)                                            | 2.1 (35.8)                                             | −3.9 (25.0)                                            | −11.3 (11.7)                                           | −17.4 (0.7)                                            |
| 평균 강수량 mm (인치)                                   | 13.3 (0.52)                                            | 17.4 (0.69)                                            | 18.2 (0.72)                                            | 47.5 (1.87)                                            | 74.3 (2.93)                                            | 72.0 (2.83)                                            | 201.0 (7.91)                                           | 158.5 (6.24)                                           | 90.6 (3.57)                                            | 31.0 (1.22)                                            | 41.9 (1.65)                                            | 21.6 (0.85)                                            | 787.3 (31.00)                                          |
| 평균 강수일수 (≥ 0.1 mm)                                | 7.4                                                    | 4.8                                                    | 5.3                                                    | 6.9                                                    | 8.1                                                    | 10.0                                                   | 13.9                                                   | 11.1                                                   | 6.7                                                    | 5.0                                                    | 8.5                                                    | 9.9                                                    | 97.6                                                   |
| 평균 강설일수                                           | 11.0                                                   | 6.2                                                    | 2.3                                                    | 0.1                                                    | 0.0                                                    | 0.0                                                    | 0.0                                                    | 0.0                                                    | 0.0                                                    | 0.2                                                    | 3.0                                                    | 12.7                                                   | 35.5                                                   |
| 평균 상대 습도 (%)                                      | 63.4                                                   | 63.0                                                   | 65.5                                                   | 65.7                                                   | 70.1                                                   | 80.2                                                   | 88.0                                                   | 83.7                                                   | 75.9                                                   | 67.8                                                   | 64.7                                                   | 63.8                                                   | 71.0                                                   |
| 평균 월간 일조시간                                      | 139.9                                                  | 166.6                                                  | 216.9                                                  | 219.3                                                  | 239.6                                                  | 191.0                                                  | 136.7                                                  | 189.6                                                  | 212.4                                                  | 217.6                                                  | 146.7                                                  | 117.3                                                  | 2,193.6                                                |
| 출처: 기상청 (평년값: 2001년~2020년, 극값: 2000년~현재) |                                                        |                                                        |                                                        |                                                        |                                                        |                                                        |                                                        |                                                        |                                                        |                                                        |                                                        |                                                        |                                                        |

## 행정 구역
옹진군의 행정 구역은 7면 3출장소 75리 272반로 구성되어 있다. 면적은 172.94 km2이고, 인구는 2023년 6월
말 주민등록 기준으로 2만503명, 1만3,030가구이다. 남녀의 성비는 1.33:1로 대한민국의 시·군·구 중 성비 불균형이 가장 심각한데, 특히 서해 5도인 연평면, 백령면, 대청면의 남초 현상이 심하다.
| 면     | 한자   | 면적 (km2) | 인구   | 세대   | 지도 |
| ------ | ------ | ---------- | ------ | ------ | ---- |
| 북도면 | 北島面 | 17.65      | 2,077  | 1,186  |      |
| 백령면 | 白翎面 | 51.22      | 5,966  | 3,656  |      |
| 대청면 | 大靑面 | 15.62      | 1,401  | 932    |      |
| 덕적면 | 德積面 | 36.62      | 1,900  | 1,213  |      |
| 영흥면 | 靈興面 | 26.69      | 5,932  | 3,761  |      |
| 자월면 | 紫月面 | 17.72      | 1,103  | 795    |      |
| 연평면 | 延坪面 | 7.41       | 2,124  | 1,487  |      |
| 옹진군 | 甕津郡 | 172.94     | 20,503 | 13,030 |      |

### 인구
옹진군은 2012년 기준으로 0~14세 인구는 13.2%, 65세 이상 인구는 18.1%이다. 생산연령층인 15~64세 인구는 68.7%로 전국평균 72.8%보다 비율이 낮고, 유소년인구부양비는 19.2%로 전국 평균인 22.8%보다 낮고, 노년인구부양비는 26.3%로 전국평균인 14.5%보다 높다. 대한민국에서 옹진군보다 인구가 적은 지자체는 경상북도의 영양군과 울릉군 뿐이다. 성비 불균형이 매우 심한 곳 중 하나인데 2017년 통계청 전수 조사 결과에 따르면 옹진군의 인구는 19,294명이었고 이 중 남자가 11,004명, 여자가 8,290명으로 성비가 무려 132.7: 100인 극단적인 남초 현상을 보이고 있다. 이는 옹진군에 해병대가 주둔하고 있어 군인들 비중이 높은 탓으로 보인다.
옹진군의 연도별 인구 추이
| 연도   | 총인구   |  | 비고                                                                 |
| ------ | -------- |  | -------------------------------------------------------------------- |
| 1960년 | 16,172명 |  |                                                                      |
| 1965년 | 17,617명 |  |                                                                      |
| 1970년 | 14,859명 |  |                                                                      |
| 1975년 | 51,237명 |  | 급증 원인: 부천군의 폐지로 부천군의 섬 지역 편입 (1973년 7월 1일)    |
| 1980년 | 39,841명 |  |                                                                      |
| 1985년 | 35,398명 |  |                                                                      |
| 1990년 | 20,085명 |  | 급감 원인: 영종면과 용유면을 인천직할시 중구로 이관 (1989년 1월 1일) |
| 1995년 | 12,624명 |  | 급감 원인: 대부면을 경기도 안산시로 이관 (1994년 12월 26일)          |
| 2000년 | 13,308명 |  |                                                                      |
| 2005년 | 12,271명 |  |                                                                      |
| 2010년 | 14,550명 |  |                                                                      |
| 2015년 | 18,642명 |  |                                                                      |

## 군청
- 현재 옹진군청은 인천광역시 미추홀구 용현동에 위치해 있다.

## 관광

### 북도면
- 옹암 해변
- 한들 해변
- 진촌 해변
- 수기 해변
- 배미꾸미 해변
- 슬픈연가 세트장

### 연평면
- 구리동 해변
- 망향전망대
- 얼굴 바위
- 아이스크림 바위
- 연평등대
- 빠삐용 절벽
- 충민사

### 백령면
- 콩돌 해안
- 사곳 해변
- 두무진 코끼리 바위
- 용트림 바위
- 두무진

### 대청면
- 사탄동 해변
- 옥죽동 해변
- 농여 해변
- 지두리 해변
- 대청리 모래사막
- 소청등대
- 분바위

### 덕적면
- 서포리 해변
- 밧지름 해변
- 떼부리 해변
- 소야리 모세의 기적

### 자월면
- 이일레 해변
- 벌안 해변
- 부아산 구름다리

### 영흥면
- 영흥대교
- 십리포 해변

## 교육 기관
초등학교
| - 대청초등학교 - 소청분교 - 덕적초등학교 - 백령초등학교 | - 북포초등학교 - 연평초등학교 - 영흥초등학교 - 선재분교 | - 인천공항초등학교 신도분교 - 인천남부초등학교 이작분교 - 인천삼목초등학교 장봉분교 | - 인천용현남초등학교 자월분교 - 인천주안남초등학교 승봉분교 |

중학교
| - 대청중학교 - 덕적중학교 - 백령중학교 | - 연평중학교 - 영흥중학교 |

고등학교
| - 대청고등학교 - 덕적고등학교 | - 연평고등학교 - 백령고등학교 - 영흥고등학교 |

## 산업

### 수산업
- 국가어항: 덕적도항, 선진포항, 울도항
- 지방어항: 답동항, 두무진항, 소연평항, 옥죽포항, 자월1리항, 진두항, 진리항
- 어촌정주어항: 고봉포항, 달바위항, 대이작항, 도우항, 문갑리항, 백아1리항, 백아2리항, 뱃말항, 서포리항, 선재항, 소야리항, 소이작항, 승봉리항, 신도2리항, 옹암항, 장촌항, 중화동항, 지도항

## 교통
- 인천항 연안여객터미널

### 페리
- 우리고속훼리
- 세종해운
- 대부해운
- 고려고속훼리
- 에이스마린

### 버스
- 북도면 공영버스

### 도로
- 영흥면 : 영흥로, 선재로
- 대청면 : 대청로
- 북도면 : 장봉로

## 자매 도시
| 지역 & 국가 | 도시     | 도시   |
| ----------- | -------- | ------ |
| 대한민국    | 전라남도 | 신안군 |
| 아일랜드    | 위클로주 | 위클로 |

## 같이 보기
- 옹진군 (황해남도)